# 真伝
真伝（しんでん）は愛知県岡崎市本庁地区の町名。現行行政地名は真伝一丁目及び真伝二丁目。

## 地理
岡崎市の中心からやや北東に位置する。

### 河川
- 前田川

## 世帯数と人口
2019年（令和元年）5月1日現在の世帯数と人口は以下の通りである。
| 丁目       | 世帯数  | 人口  |
| ---------- | ------- | ----- |
| 真伝一丁目 | 187世帯 | 442人 |
| 真伝二丁目 | 140世帯 | 408人 |
| 計         | 327世帯 | 850人 |

### 人口の変遷
国勢調査による人口の推移
| 2005年（平成17年） | 743人 | [ 6 ] |  |
| 2010年（平成22年） | 847人 | [ 7 ] |  |
| 2015年（平成27年） | 828人 | [ 8 ] |  |

## 小・中学校の学区
市立小・中学校に通う場合、学区は以下の通りとなる。
| 丁目       | 番・番地等 | 小学校             | 中学校           |
| ---------- | ---------- | ------------------ | ---------------- |
| 真伝一丁目 | 全域       | 岡崎市立井田小学校 | 岡崎市立葵中学校 |
| 真伝二丁目 | 全域       | 岡崎市立井田小学校 | 岡崎市立葵中学校 |

## 歴史
額田郡滝村の一部を前身とする。

### 沿革
- 1889年（明治22年）10月1日 - 滝村、米河内村、安戸村、小丸村、新居村、蔵次村、大柳村が合併し、常磐村となった。同日、滝村消滅。
- 2004年（平成16年）7月16日 - 真伝町から分離し誕生した。岡崎真伝前田土地区画整理事業の一環[1]。

## 交通
道路
- 愛知県道335号南大須鴨田線（大沼街道）

## 施設

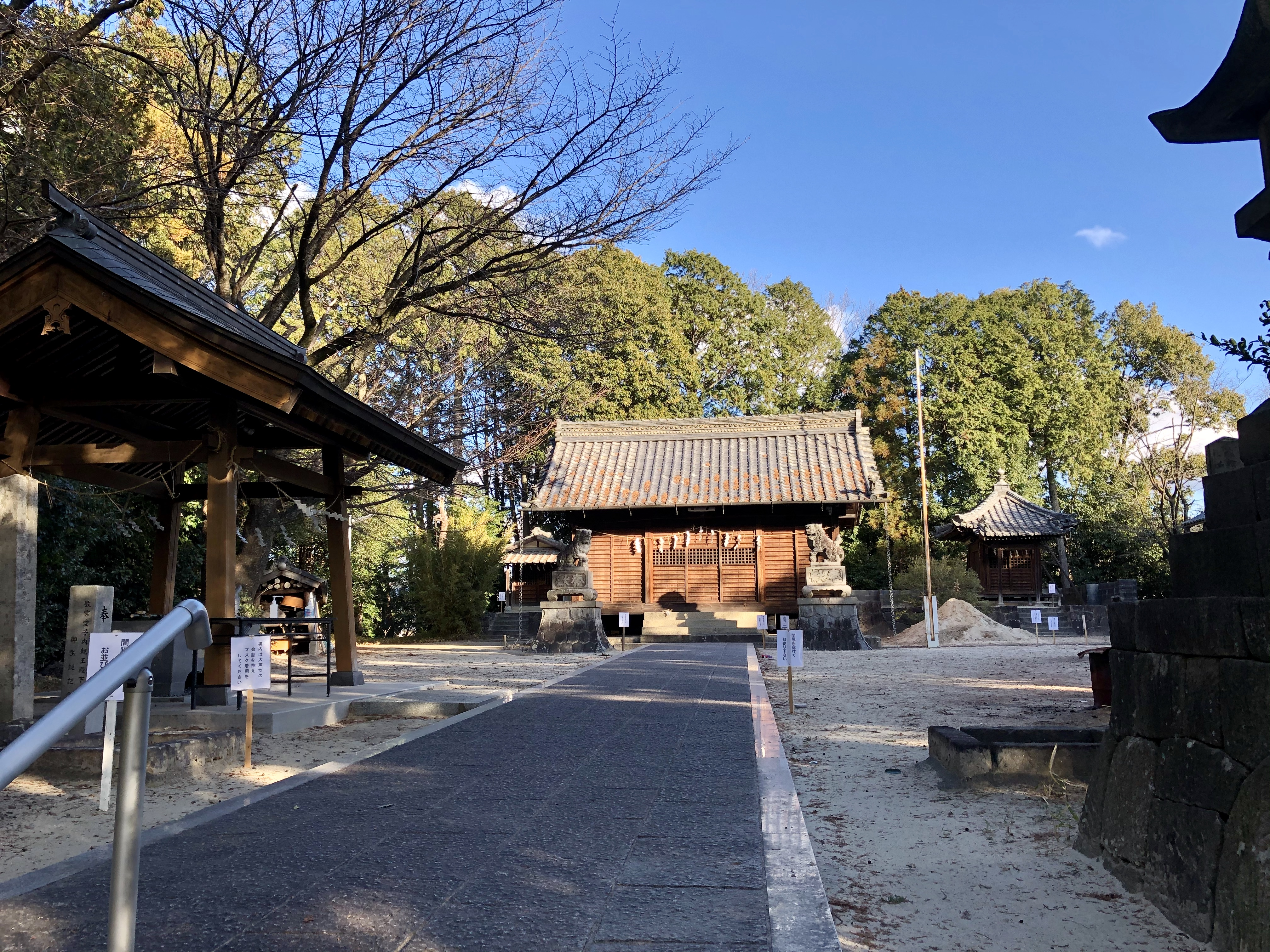
経津主神社

- 経津主神社
- 養蚕神社
- 四反田公園
- ローソン岡崎真伝二丁目店

## その他

### 日本郵便
- 郵便番号 : 444-3175[4]（集配局：岩津郵便局[10]）。

## 参考資料
- 「角川日本地名大辞典」編纂委員会 編『角川日本地名大辞典 23 愛知県』角川書店、1989年3月8日。ISBN 4-04-001230-5。
- 有限会社平凡社地方資料センター 編『日本歴史地名大系第23巻 愛知県の地名』平凡社、1981年。ISBN 4-582-49023-9。